# Romania all'Eurovision Song Contest
La Romania ha debuttato all'Eurovision Song Contest nel 1994, dopo aver fallito la qualificazione nel 1993 arrivando ultima, nel 1996 non riesce a superare la preselezione, arrivando ancora ultima. Come miglior risultato è arrivata due volte terza: nel 2005 con Let Me Try di Luminita Anghel & Sistem che ottenne il primo posto nella semifinale; nel 2010  con Playing with Fire di Paula Seling & Ovi, arrivata quarta nella seconda semifinale del concorso.
Con l'introduzione delle semifinali nel 2004, ha mancato la finale nel 2018, 2019, 2021 e 2023.

## Eurovision Song Contest 2016
Per l'edizione 2016 del concorso, la Romania aveva regolarmente scelto il proprio rappresentante tramite la selezione nazionale Selecția Națională. Moment of Silence avrebbe dovuto rappresentare il Paese, scritta e cantata da Ovidiu Anton. Il cantante promosse il proprio brano all'Eurovision in Concert ad Amsterdam, a Tel Aviv partecipando a Israel Calling, e infine a Londra, prendendo parte al London Eurovision Party.
Il 22 aprile, però, l'UER comunicò la decisione di sospendere la Romania dall'Eurovisione: ciò ha inevitabilmente compromesso la partecipazione del Paese al concorso. La direttrice generale dell'UER, Ingrid Deltenre, ha giustificato la decisione dicendo che la Romania non ha onorato un debito di 14,5 milioni di franchi svizzeri. Il supervisore esecutivo dell'evento, Jon Ola Sand, si è detto dispiaciuto per la drastica decisione ma ha auspicato un ritorno del Paese nel 2017. Dopo aver saldato il debito, il paese l'anno successivo rientra al concorso.

## Partecipazioni
- Primo posto
- Secondo posto
- Terzo posto
- Ultimo posto

| Anno                                    | Artista                         | Canzone                         | Lingua                                               | Posizione                       | Posizione                       | Posizione                | Posizione                |
| Anno                                    | Artista                         | Canzone                         | Lingua                                               | Finale                          | Punti                           | Semi                     | Punti                    |
| --------------------------------------- | ------------------------------- | ------------------------------- | ---------------------------------------------------- | ------------------------------- | ------------------------------- | ------------------------ | ------------------------ |
| 1993                                    | Dida Drăgan                     | Nu pleca                        | Rumeno                                               | Non qualificata                 | Non qualificata                 | 7º                       | 38                       |
| 1994                                    | Dan Bittman                     | Dincolo de nori                 | Rumeno                                               | 21º                             | 14                              | Niente semifinali        | Niente semifinali        |
| Nessuna partecipazione nel 1995         |                                 |                                 |                                                      |                                 |                                 | Niente semifinali        | Niente semifinali        |
| 1996                                    | Monica Anghel                   | Ruga pentru pacea lumii         | Rumeno                                               | Non qualificata                 | Non qualificata                 | 29º                      | 11                       |
| Nessuna partecipazione nel 1997         | Nessuna partecipazione nel 1997 | Nessuna partecipazione nel 1997 | Nessuna partecipazione nel 1997                      | Nessuna partecipazione nel 1997 | Nessuna partecipazione nel 1997 | Niente semifinali        | Niente semifinali        |
| 1998                                    | Mălina Olinescu                 | Eu cred                         | Rumeno                                               | 22º                             | 6                               | Niente semifinali        | Niente semifinali        |
| Nessuna partecipazione nel 1999         |                                 |                                 |                                                      |                                 |                                 | Niente semifinali        | Niente semifinali        |
| 2000                                    | Taxi                            | The Moon                        | Inglese                                              | 17º                             | 25                              | Niente semifinali        | Niente semifinali        |
| Nessuna partecipazione nel 2001         |                                 |                                 |                                                      |                                 |                                 | Niente semifinali        | Niente semifinali        |
| 2002                                    | Monica Anghel & Marcel Pavel    | Tell Me Why                     | Inglese                                              | 9º                              | 71                              | Niente semifinali        | Niente semifinali        |
| 2003                                    | Nicola                          | Don't Break My Heart            | Inglese                                              | 10º                             | 73                              | Niente semifinali        | Niente semifinali        |
| 2004                                    | Sanda Ladoşi                    | I Admit                         | Inglese                                              | 18º                             | 18                              | Top 11 l'anno precedente | Top 11 l'anno precedente |
| 2005                                    | Luminița Anghel & Sistem        | Let Me Try                      | Inglese                                              | 3º                              | 158                             | 1º                       | 235                      |
| 2006                                    | Mihai Trăistariu                | Tornerò                         | Inglese, italiano                                    | 4º                              | 172                             | Top 11 l'anno precedente | Top 11 l'anno precedente |
| 2007                                    | Todomondo                       | Liubi, Liubi, I Love You        | Inglese, italiano, spagnolo, russo, francese, rumeno | 13º                             | 84                              | Top 10 l'anno precedente | Top 10 l'anno precedente |
| 2008                                    | Nico & Vlad                     | Pe-o margine de lume            | Rumeno, italiano                                     | 20º                             | 45                              | 7º                       | 94                       |
| 2009                                    | Elena Gheorghe                  | The Balkan Girls                | Inglese                                              | 19º                             | 40                              | 9º                       | 67                       |
| 2010                                    | Paula Seling & Ovi              | Playing with Fire               | Inglese                                              | 3º                              | 162                             | 4º                       | 104                      |
| 2011                                    | Hotel FM                        | Change                          | Inglese                                              | 17º                             | 77                              | 4º                       | 111                      |
| 2012                                    | Mandinga                        | Zaleilah                        | Spagnolo, inglese                                    | 12º                             | 71                              | 3º                       | 120                      |
| 2013                                    | Cezar                           | It's My Life                    | Inglese                                              | 13º                             | 65                              | 5º                       | 83                       |
| 2014                                    | Paula Seling & Ovi              | Miracle                         | Inglese                                              | 12º                             | 72                              | 2º                       | 125                      |
| 2015                                    | Voltaj                          | De la capăt (All Over Again)    | Rumeno, inglese                                      | 15º                             | 35                              | 5º                       | 89                       |
| 2016                                    | Ovidiu Anton                    | Moment of Silence               | Inglese                                              | Squalificata                    | Squalificata                    | Squalificata             | Squalificata             |
| 2017                                    | Ilinca feat. Alex Florea        | Yodel It!                       | Inglese                                              | 7º                              | 282                             | 6º                       | 174                      |
| 2018                                    | The Humans                      | Goodbye                         | Inglese                                              | Non qualificata                 | Non qualificata                 | 11º                      | 107                      |
| 2019                                    | Ester Peony                     | On a Sunday                     | Inglese                                              | Non qualificata                 | Non qualificata                 | 13º                      | 71                       |
| 2020                                    | Roxen                           | Alcohol You                     | Inglese                                              | Edizione cancellata             | Edizione cancellata             | Edizione cancellata      | Edizione cancellata      |
| 2021                                    | Roxen                           | Amnesia                         | Inglese                                              | Non qualificata                 | Non qualificata                 | 12º                      | 85                       |
| 2022                                    | WRS                             | Llámame                         | Inglese, spagnolo                                    | 18º                             | 65                              | 9º                       | 118                      |
| 2023                                    | Theodor Andrei                  | D.G.T. (Off and On)             | Rumeno, inglese                                      | Non qualificata                 | Non qualificata                 | 15º                      | 0                        |
| Nessuna partecipazione dal 2024 al 2025 |                                 |                                 |                                                      |                                 |                                 |                          |                          |

Note:
- Nel 1993, la Romania non è riuscita a qualificarsi per il concorso. Infatti, quell'anno, c'è stata una pre-qualificazione televisiva per 7 paesi, per aggiudicarsi gli ultimi 3 posti che spettavano ai paesi debuttanti. Sul sito ufficiale dell'Eurovision questa partecipazione non viene calcolata.
- Nel 1996, la Romania non è riuscita a qualificarsi per il concorso. Infatti, quell'anno, c'è stata una pre-qualificazione audio per tutti i paesi in gara (esclusa la Norvegia in quanto paese organizzatore). Sul sito ufficiale dell'Eurovision questa partecipazione non viene calcolata.
- Se un paese vince l'edizione precedente, non deve competere nelle semifinali nell'edizione successiva. Inoltre, dal 2004 al 2007, i primi dieci paesi che non erano membri dei Big 4 non dovevano competere nelle semifinali nell'edizione successiva. Se, ad esempio, Germania e Francia si collocavano tra i primi dieci, i paesi che si erano piazzati all'11º e al 12º posto avanzavano alla serata finale dell'edizione successiva insieme al resto della top 10.
- Nel 2023, Romania e San Marino hanno totalizzato entrambi 0 punti ciascuno nella semifinale; tuttavia la Romania si è classificata davanti rispetto a San Marino a causa della procedura di spareggio che secondo le regole favorisce la canzone eseguita prima nell'ordine di esibizione. Pertanto la Romania è effettivamente arrivata penultima.

## Statistiche di voto
Fino al 2023, le statistiche di voto della Romania sono:
| # | Stato    | Punti |
| - | -------- | ----- |
| 1 | Moldavia | 182   |
| 2 | Grecia   | 109   |
| 3 | Svezia   | 101   |
| 4 | Russia   | 80    |
| 5 | Italia   | 79    |

| # | Stato      | Punti |
| - | ---------- | ----- |
| 1 | Moldavia   | 159   |
| 2 | Spagna     | 142   |
| 3 | Israele    | 96    |
| 4 | Grecia     | 69    |
| 5 | Portogallo | 65    |

| # | Stato    | Punti |
| - | -------- | ----- |
| 1 | Moldavia | 294   |
| 2 | Grecia   | 168   |
| 3 | Svezia   | 154   |
| 4 | Russia   | 138   |
| 5 | Ungheria | 136   |

| # | Stato    | Punti |
| - | -------- | ----- |
| 1 | Moldavia | 267   |
| 2 | Spagna   | 199   |
| 3 | Israele  | 188   |
| 4 | Malta    | 131   |
| 5 | Grecia   | 122   |

## Altri premi ricevuti

### Marcel Bezençon Award
I Marcel Bezençon Awards sono stati assegnati per la prima volta durante l'Eurovision Song Contest 2002 a Tallinn, in Estonia, in onore delle migliori canzoni in competizione nella finale. Fondato da Christer Björkman (rappresentante della Svezia nell'Eurovision Song Contest del 1992 e capo della delegazione per la Svezia fino al 2021) e Richard Herrey (membro del gruppo Herreys e vincitore dalla Svezia nell'Eurovision Song Contest 1984), i premi prendono il nome del creatore del concorso, Marcel Bezençon.
I premi sono suddivisi in 3 categorie:
- Press Award: Per la miglior voce che viene votata dalla stampa durante l'evento.
- Artistic Award: Per il miglior artista, votato fino al 2009 dai vincitori delle scorse edizioni. A partire dal 2010 viene votato dai commentatori.
- Composer Award: Per la miglior composizione musicale che viene votata da una giuria di compositori.

| Anno | Categoria      | Artista     | Canzone              | Compositore                               |
| ---- | -------------- | ----------- | -------------------- | ----------------------------------------- |
| 2008 | Composer Award | Nico & Vlad | Pe-o margine de lume | Andrei Tudor, Andreea Andrei, Adina Şuteu |

### Barbara Dex Award
Il Barbara Dex Award è un riconoscimento non ufficiale con il quale viene premiato l'artista peggio vestito all'Eurovision Song Contest. Prende il nome dall'omonima artista belga che nell'edizione del 1993 si è presentata con un abito che lei stessa aveva confezionato e che aveva attirato l'attenzione negativa dei commentatori e del pubblico.
| Anno | Categoria         | Artista      | Canzone | Compositore  |
| ---- | ----------------- | ------------ | ------- | ------------ |
| 2004 | Barbara Dex Award | Sanda Ladoşi | I Admit | Irina Gligor |